# Astrud
Astrud est un groupe de pop espagnol, originaire de Barcelone. Le groupe jouit du succès commercial,,,. Ses membres sont Manolo Martínez et Genís Segarra qui font connaissance dans un concert de Pulp à Barcelone et forment le groupe en 1995. Leur dernier travail est une compilation de bizarreries et faces B de leurs disques entre 1996 et 2005.

## Biographie
Manolo et Genís se rencontrent en 1995 lors d'un concert du groupe britannique Pulp à Barcelone, et à partir de ce moment, et en tenant compte de leurs affinités musicales, commencent à composer. Dès leurs débuts, ils éveillent l'intérêt des petits cercles indépendants pour leur mise en scène basée sur la provocation et le sens de l'humour et pour leurs compositions musicales qui capturent les éléments de la pop des années 1960, de la chanson française, de la new wave britannique des années 1980, la Britpop des années 1990, et la musique indépendante espagnole de la fin du XXe et du début du XXIe siècle.
Astrud lance son premier album en 1997 au label Acuarela, pour ensuite passer à Chewaka, succursale de la multinationale Virgin Records, et y rééditer son premier album, Mi fracaso personal, en 1999, et le second, Gran fuerza, en 2001. Leurs contributions à la scène musicale espagnole sont composées de concerts marginaux (appelées clocharistas), de collaborations, de remixes et de projets parallèles, ainsi que de la création d'un label, Austrohúngaro, où ils publient jusqu'en 2004 l'album Performance, sur le label Sinnamon, soutenu sur l'EP Todo nos parece una mierda (6 chansons) qui les placent au sommet de la pop espagnole indépendante.
Pour célébrer les 10 ans du groupe, ce dernier publie en 2006 une compilation de faces B appelée Algo cambió. L'album Tú no existes est entièrement composé de titres inédits et publié en mai 2007. 
En novembre 2011, ils annoncent le déménagement de Manolo aux États-Unis et décident de suspendre leurs activités pendant plusieurs années.

## Discographie

### Albums studio
- 1999 : Mi fracaso personal
- 2001 : Gran fuerza
- 2004 : Performance
- 2006 : Algo cambió (Sinammon Records)
- 2007 : Tú no existes
- 2010 : Lo Nuevo

### Singles
- 1999 : Esto debería acabarse aquí
- 2001 : Mentalismo
- 2002 : La Boda
- 2002 : Mírame a los ojos

### EP
- 1998 : Superman
- 2000 : Cambio de idea
- 2004 : Todo nos parece una mierda
- 2004 : Un mystique determinado